# Cyrine Abdelnour
Pour les articles homonymes, voir Abdelnour.
 (août 2021).
Cyrine Abdelnour (arabe : سيرين عبد النور ; aussi orthographié Cyrine Abd Al-Nour ou Cyrine Abdel-Nour) est une chanteuse, actrice et mannequin libanaise, née le 21 février 1977 à Abadiyeh au Liban.

## Biographie
Cyrine Abdelnour est née à Abadiyeh, dans le district de Baabda, d'Elias Abdelnour, tailleur, et de Sylvie Cattouf.
Elle étudie la comptabilité jusqu'en 1993 mais interrompt ses études pour poursuivre une carrière de mannequin[réf. souhaitée].

### Vie privée
Cyrine Abdelnour est mariée à l'homme d'affaires libanais Farid Rahmeh.
En 2007, après quatre années de mariage, elle donne naissance à leur premier enfant, une fille nommée Talia.
Abdelnour est une chrétienne pratiquante.
En 2015, après avoir été attaquée par des trolls non libanais pour avoir célébré la fête de Pâques, elle défend ses croyances religieuses lors d'une interview sur la radio Al Ghad et déclare aux animateurs : « Je suis chrétienne et ce n'est pas comme si j'avais surpris quelqu'un avec cette nouvelle. C'est de notre faute à tous (artistes) de ne pas discuter de notre religion en public ».
En mars 2018, elle donne naissance à un second enfant, un fils prénommé Cristiano.

## Discographie
- Leila Min El Layali (2004)
- Aalik Ayouni (2006)
- Layali Al Hob (2008)
- Habaybi (2013)

## Filmographie
Cyrine Abdelnour a joué le rôle principal dans de nombreuses séries libanaises et arabes, notamment Sajina, Ghariba, Al Adham, Sarah, Ruby, Lobat El Moat, Qanadel Oochaaq, 24 Carats, Al Hayba, Diva, Dentelle et Dor Al Omor.